# お祭りの夜
「お祭りの夜」（おまつりのよる）は、1971年9月10日にワーナー・ブラザース・パイオニア（現：ワーナーミュージック・ジャパン）から発売された小柳ルミ子の2枚目のシングルである。

## 収録曲
1. お祭りの夜 （3'43"）
作詞：安井かずみ／作曲：平尾昌晃／編曲：森岡賢一郎
2. ゆうぐれの里 （3'40"）
作詞：山上路夫／作曲：平尾昌晃／編曲：森岡賢一郎